# Erica van Eeghen

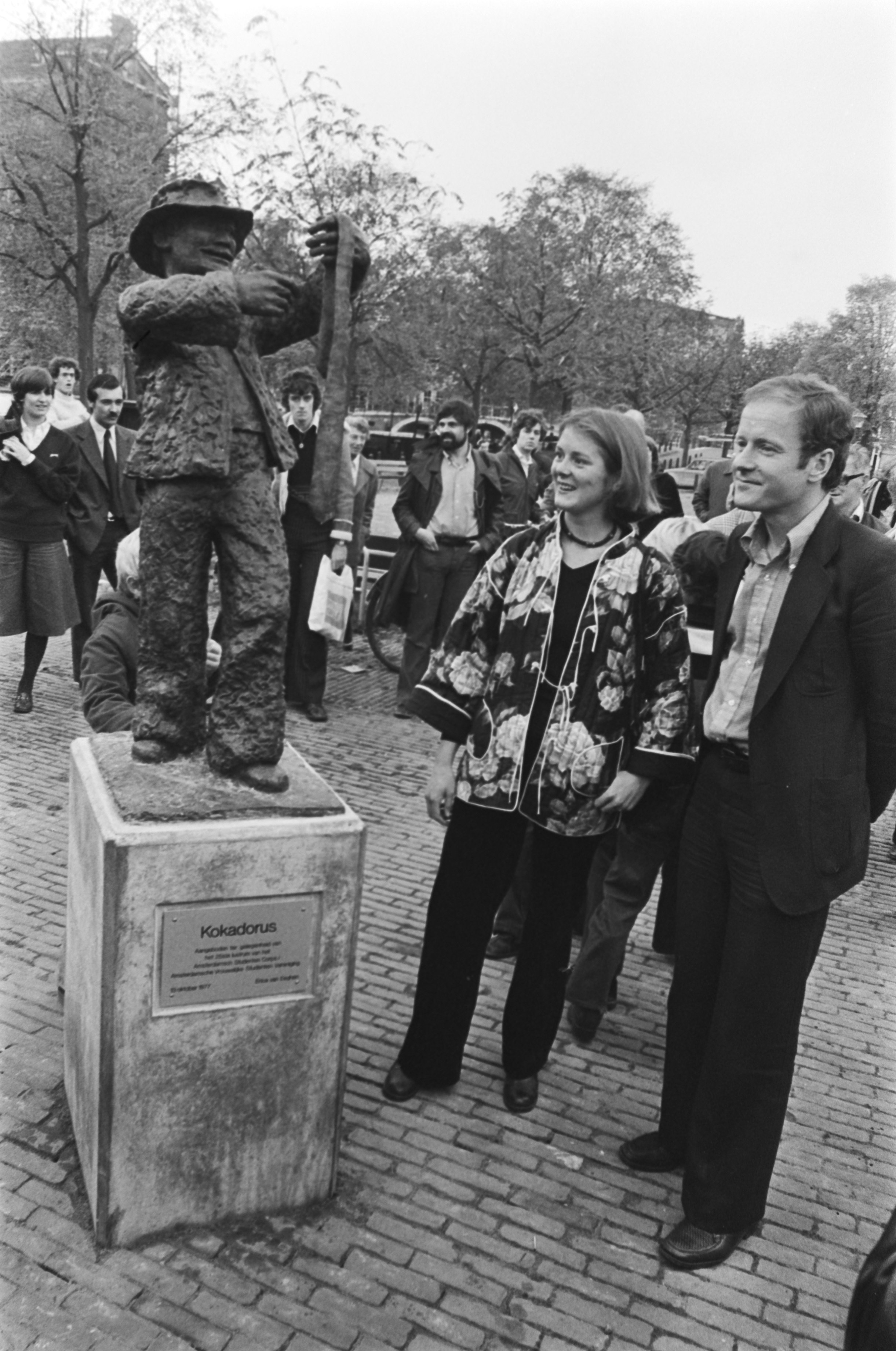
Erica van Eeghen bij de onthulling van het beeldje van Kokadorus in 1977

(Louise) Erica van Eeghen (Heemstede, 18 november 1955) is een Nederlands bestuurder en amateur-beeldhouwer.

## Biografie
Ze is een dochter van Ernst van Eeghen en Erica Ernestina van Panhuys.
Van Eeghen studeerde rechten in Amsterdam en ging daarna naar de Rietveld Academie.  Ze was lid van het Amsterdamse Studentencorps A.S.C./A.V.S.V. en maakte in die periode het beeld van Kokadorus dat op het Amstelveld werd geplaatst.
In 1983/84 werkte ze bij de Scholengroep van Toneelgroep Centrum.
Ze was gedurende 35 jaar zakelijk leider van het jeugdtheatergezelschap De Toneelmakerij en de voorgangers daarvan, Huis aan de Amstel en Amstel Toneel (vanaf 1986). Deze functie vervulde ze van 1986 tot 2021. In deze periode vocht ze meermaals voor het behoud van subsidie.
Ze is voorzitter van het W.E. Jansenfonds dat subsidies verstrekt voor projecten die betrekking hebben op culturele uitwisseling tussen de Russische Federatie en Nederland. Ook is ze lid van de raad van toezicht van Stichting Theater het Amsterdamse Bos en het overlegorgaan van de gezamenlijke Amsterdamse culturele instellingen, het ACI.

## Eerbetoon
Van Eeghen werd in 2019 benoemd tot officier in de Orde van Oranje-Nassau, onder meer vanwege haar verdiensten voor het jeugdtheater.
Bij haar afscheid in 2021 ontving zij de Frans Banninck Cocqpenning uit handen van wethouder Touria Meliani van de gemeente Amsterdam.
- RKD-Nederlands Instituut voor Kunstgeschiedenis: 476946